# Depot von Mory
Das Depot von Mory (auch Hortfund von Mory) ist ein Depotfund der frühbronzezeitlichen Aunjetitzer Kultur aus Mory, einem Ortsteil von Podbořany im Ústecký kraj, Tschechien. Es datiert in die Zeit zwischen 2000 und 1800 v. Chr. Die noch erhaltenen Gegenstände des Depots befinden sich heute im Regionalmuseum von Chomutov.

## Fundgeschichte
Das Depot wurde erstmals 1896 erwähnt. Das genaue Datum des Fundes und die Fundumstände sind unbekannt. Die Fundstelle befand sich in einem Hopfengarten, links vom Weg nach Račetice.

## Zusammensetzung
Das Depot bestand ursprünglich aus sechs Bronzegegenständen: einer Armspirale, Bruchstücken von drei weiteren Armspiralen, einem Ösenhalsring und einem Ring aus einer Schleifennadel. Letzterer ist heute verschollen. Der Ösenhalsring ist neuzeitlich zerbrochen.